# フォン・デア・タン (砲艦)
| フォン・デア・タンの模型 |                                                            |
| 所属                     |                                                            |
|                          | シュレースヴィヒ公国/ホルシュタイン公国                    |
| 艦歴                     |                                                            |
| 起工                     | 1848年                                                     |
| 引渡                     | 1849年2月5日                                               |
| 退役                     | 1853年 (デンマーク海軍に引渡)                              |
| その後                   | デンマーク砲艦ストーレンとなり、1860年に除籍、1862年に廃艦 |
| 性能諸元                 |                                                            |
| 排水量                   | 120 t (120ロングトン; 130ショートトン) (修理後)            |
| 全長                     | 25.1 m (82 ft 4 in) (竣工時)31.3 m (102 ft 8 in) (修理後)  |
| 全幅                     | 4.9 m (16 ft 1 in) (竣工時)5.2 m (17 ft 1 in) (修理後)     |
| 吃水                     | 1.83 m (6 ft 0 in)                                         |
| 機関                     | 2気筒蒸気エンジン 1基                                      |
| 最大出力                 | 150図示馬力 (110kW)                                        |
| 乗員                     | 士官1名、兵員28名                                          |
| 兵装                     | 64ポンド滑空砲 2門、3ポンド榴弾砲 4門                      |

フォン・デア・タン  (Von der Tann) は、第一次シュレースヴィヒ＝ホルシュタイン戦争時のシュレースヴィヒ公国・ホルシュタイン公国連合海軍の砲艦。120トンと小さな蒸気船ではあったが、世界初のスクリュープロペラ推進の砲艦であった。 
キールのHilbert'sche Werftで建造された。ドイツで建造された最初のスクリュープロペラ推進の軍艦である。1848年に進水し、1849年2月5日に引き渡された。
船体は木製。排水量約100t、長さ25.1m、幅4.9m、吃水1.83m。機関はボイラー（horizontal locomotive boiler）2基、シュヴェーフェル・ウント・ホヴァルツ製の蒸気機関（horizontal oscillating 2-cylinder single acting expansion engine）1基、出力150ihpで、速力は6ノット。帆装は3檣スクーナー型。兵装は60ポンド滑空砲2門であった。

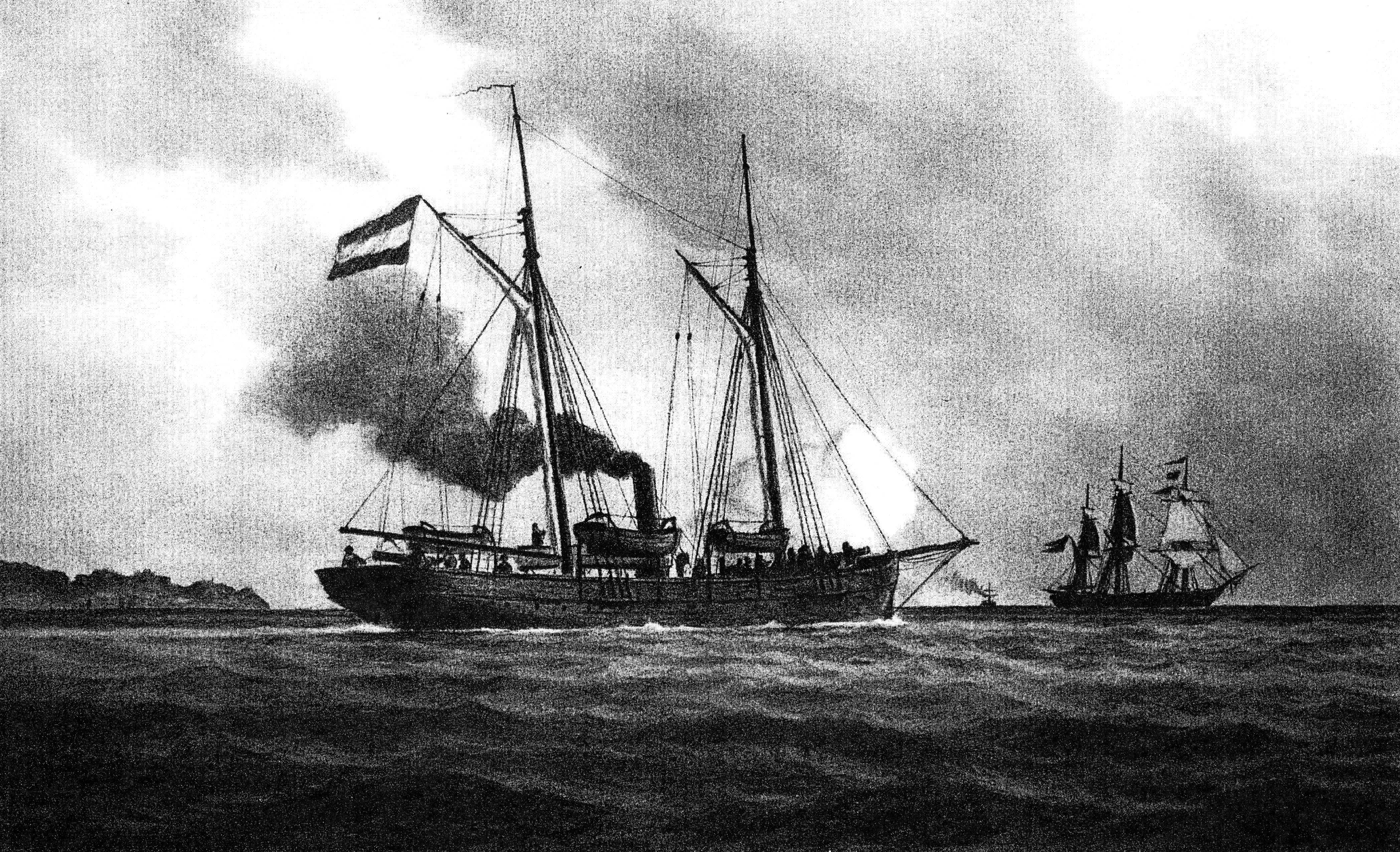
フォン・デア・タン 1849 (リューダー・アレンホルト画、1891年)

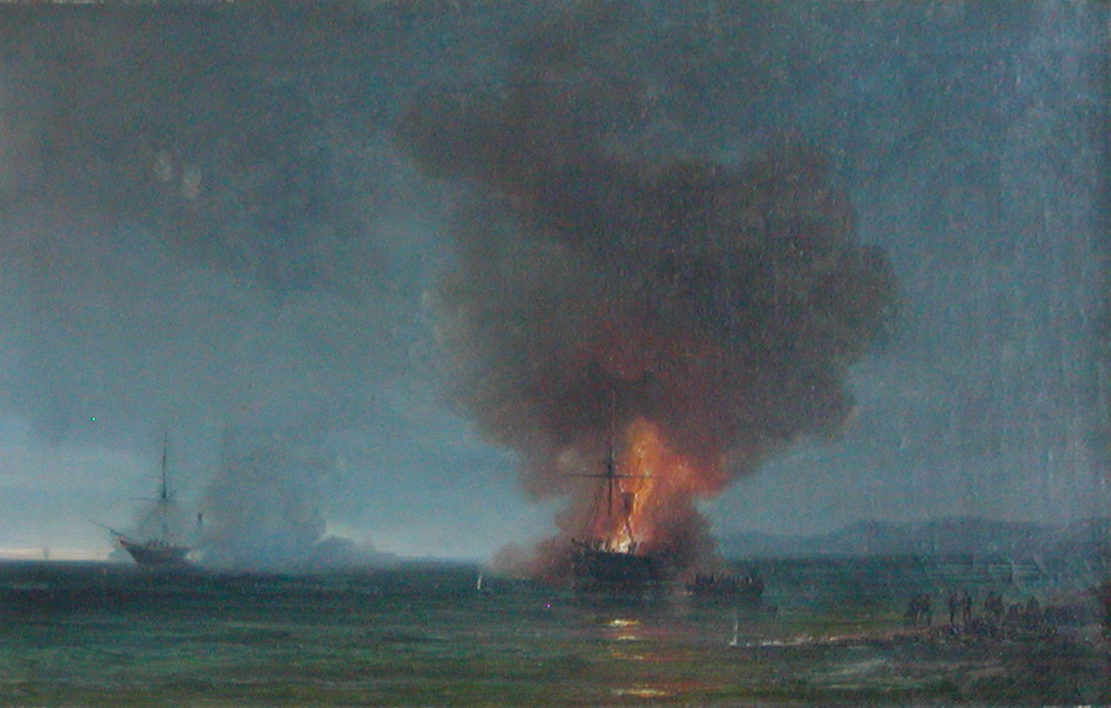
ヴィルヘルム・メルビュー画「ノイシュタットで座礁したフォン・デア・タン」(背景に見えるのはデンマーク軍艦ヘクラ)

1849年5月3日、「フォン・デア・タン」と汽船「Bonin」、「Löwe」、スクーナー「Elbe」はキール沖でデンマークの汽船「Hekla」、フリゲート1隻、ブリッグ1隻と交戦したが、勝敗はつかなかった。6月19日、「フォン・デア・タン」、「Bonin」と砲艦4隻を曳航した「Löwe」はキールからシュライ湾へ向かう。その途中、84門戦列艦「Skjold」と交戦した。7月19日にデンマークとプロイセンの間で休戦が成立するとシュレースヴィヒ＝ホルシュタイン海軍の作戦は一時中断となるが、1850年7月には戦闘を再開する。7月22日、「フォン・デア・タン」はリューベックの北でデンマークの汽船「Hekla」とコルベット「Valkyrien」によって追い詰められ、座礁した。乗員は全員脱出した。
後に「フォン・デア・タン」は引き揚げられ、修復された。修復後は排水量約120t、長さ31.3m、幅5.2mとなっている。
1852年3月25日にデンマーク艦隊に引き渡され、「Støren」と改名。1860年に解体された。
模型と残骸の一部がノイシュタットにある南ホルシュタイン美術館に展示されている。 
ドイツ帝国海軍に同名の巡洋戦艦「フォン・デア・タン」がある。砲艦「フォン・デア・タン」の艦長であったLouis August Langeは巡洋戦艦「フォン・デア・タン」の命名式に招待されている。